# Parcours de réfugiés
Pour plus de détails, voir Fiche technique et Distribution.
Parcours de réfugiés  est un film documentaire marocain réalisé en 2009 par Ali Benjelloun.

## Synopsis
Aux portes de l'Europe, le Maroc voit arriver de plus en plus d'immigrés dont le but est souvent de se rendre vers les pays du Nord. Mais d'autres, moins nombreux, arrivent au Maroc espérant y trouver refuge. Originaires de Côte d'Ivoire, du Togo, de la République démocratique du Congo, de la Palestine ou encore d'Irak, ils ont fui leur pays d'origine. Ils sont environ mille à posséder ainsi une carte de réfugié politique, délivrée par le Haut commissariat des Nations unies pour les réfugiés (UNHCR). Mais posséder cette carte ne facilite guère la vie sur le territoire marocain.

## Fiche technique
- Réalisation : Ali Benjelloun
- Production : Hassan Benjelloun et Rachida Saadi
- Scénario : Ali Benjelloun
- Image : Ali Benjelloun
- Son : Taieb Bouananna
- Musique : Ismael Arbaoui
- Montage : Siham El Idrissi

## Récompenses
- Festival Internacional del Cortometraje y del Documental de Casablanca 2010
- Festival Internacional de Cine Documental de Khouribga (FIFDOC) 2010